# Rec.Sport.Soccer Statistics Foundation
La Rec.Sport.Soccer Statistics Foundation (RSSSF) es una organización internacional amateur fundada en 1994 dedicada a recolectar estadísticas sobre fútbol con el fin de construir un archivo exhaustivo de información relacionada con este deporte en todo el mundo en un sitio homónimo que sirve de base de datos.
Su contenido es editado por diversos aficionados al fútbol registrados de manera gratuita y voluntaria; la afiliación está abierta a cualquier persona y la condición para ser miembro «es la capacidad y voluntad de proporcionar datos para el Archivo RSSSF que aún no posean una cobertura suficiente».

## Historia
La Fundación fue creada en enero de 1994 por tres miembros regulares del grupo de noticias rec.sport.soccer (RSS) de USENET: Lars Aarhus, Kent Hedlundh, y Karel Stokkermans. Originalmente se la conoció como "North European Rec.Sport.Soccer Statistics Foundation" (NERSSSF), pero la referencia geográfica fue abandonada al crecer la cantidad de miembros de otras partes del globo.
Desde diciembre de 1994 la por entonces NERSSSF inauguró su archivo central, el cual es hasta la actualidad uno de los mayores archivos sobre fútbol a nivel mundial. En 2002 dicho archivo fue trasladado al dominio www.rsssf.com. Desde el traslado del grupo de noticias a la web, el número de miembros se incrementó dramáticamente. Esto provocó el cambio de nombre a Rec.Sport.Soccer Statistics Foundation, ya que el archivo pasó a ser internacional.
En la actualidad, la RSSSF tiene una gran cantidad de contribuyentes en todo el mundo y ha lanzado seis proyectos independientes para seguir más de cerca las ligas locales de los países en que se abrieron. Los mismos están dedicados a Albania, Brasil, Noruega, Polonia, Rumania y Uruguay (GIEFI). Además existe un proyecto llamado FootballSquads, el cual se dedica a recolectar información sobre las plantillas actuales de los clubes a nivel mundial. En la actualidad, la fundación supera los 300 miembros.
La fundación estuvo varios años unida al RSS del newsgroup y todavía mantiene un archivo (última actualización el 15 de junio de 2003) con lo que algunos de sus miembros consideran que son las mejores contribuciones.

## Archivo
El archivo de la RSSSF contiene información histórica y actual del fútbol a nivel mundial. Está dividido en 6 categorías, y a su vez algunas tienen subcategorías:
- Torneos internacionales en disputa a nivel de clubes y selecciones
- Torneos en disputa a nivel de clubes por país

- Torneos de Liga
- Torneos de Copa

- Resultados de torneos a nivel de clubes por país

- Resultados año por año
- Índice de Copas por país
- Historias de Clubes

- Resultados de torneos internacionales a nivel de clubes
- Resultados de torneos internacionales a nivel de selecciones
- Miscelánea (lo que no está en las otras categorías)

También está la categoría de cambios recientes, donde se indican los nuevos artículos que se han agregado al archivo.

## Jugador del año
Desde 1992, todavía en el grupo de noticias RSS, se comenzó a realizar una votación para elegir al mejor futbolista del año.